# Liste de fabricants d'imprimante 3D
Cette liste de fabricants d'imprimante 3D présente les entreprises qui fabriquent ou ont fabriqué des imprimantes 3D.

## 0–9
- 3Deer -  Slovaquie
- 3D Ceram -  France
- 3D makeR Technologies –  Colombie
- 3D Modular Systems -  France
- 3D Printhuset (construction 3D) -  Danemark
- 3D Systems –  Caroline du Sud,  États-Unis
- 3D Totem -  France

## A-B
- Addup -  France
- AIO Robotics –  Californie,  États-Unis
- Airwolf 3D –  Californie,  États-Unis
- Aleph Objects –  Colorado,  États-Unis – (Lulzbot printers)
- Anycubic -  Chine
- Apis Cor (construction 3D) -  Russie
- Arcam -  Suède
- Asiga -  Australie
- Bambu Lab -  Chine
- Batiprint3D (construction 3D) -  France
- BeAM -  France
- BetAbram (construction 3D) -  Slovénie
- BQ (entreprise) -  Espagne

## C-F
- Cosmyx -  France
- Carbon –  Californie,  États-Unis
- Cellink –  Massachusetts,  États-Unis
- Cobod (construction 3D) -  Danemark
- Constructions 3D (construction 3D) -  France
- ContourCrafting (construction 3D) -  États-Unis
- CRP Group –  Italie
- Creality –  Chine
- CyBe (construction 3D) -  Pays-Bas
- Dagoma -  France
- Desktop Metal –  Massachusetts,  États-Unis
- Dm3D -  États-Unis
- Drawn -  France
- Elegoo -  Chine
- EnvisionTEC –  Allemagne
- Eos -  Allemagne
- ExOne -  États-Unis
- Fabrisonic -  États-Unis
- Flashforge -  Chine
- Flsun -  Chine
- Formlabs –  Massachusetts,  États-Unis
- Freefab (construction 3D) -  Australie
- Fusion3 –  États-Unis

## G-L
- Geeetech –  Chine
- HP Inc. –  Californie,  États-Unis
- Hyrel 3D –  Géorgie,  États-Unis
- Icon (construction 3D) -  États-Unis
- Kikai Labs –  États-Unis
- Kudo3d –  Californie,  États-Unis

## M
- M3D –  Maryland,  États-Unis
- Made In Space, Inc –  Californie,  États-Unis
- MakerBot Industries –  États-Unis
- Materialise NV –  Belgique
- MarkForged,  Massachusetts,  États-Unis
- Mcor Technologies Ltd –  Irlande
- Monolith UK (construction 3D) -  Royaume-Uni
- Mudbots (construction 3D) -  États-Unis
- MX3D (construction 3D) -  Pays-Bas

## N-Q
- Namma -  France
- Optomec -  États-Unis
- Printrbot –  Californie,  États-Unis
- Phrozen -  Chine
- Prodways Group -  France
- Prusa Research –  République tchèque

## R
- Rapidshape,  Allemagne
- Relativity Space,  États-Unis
- Renishaw plc -  Royaume-Uni
- Robo3D –  Californie,  États-Unis
- Raise3D -  Chine

## S-T
- Sciaky, Inc. –  Illinois,  États-Unis
- Sindoh –  Corée du Sud
- SLM Solutions Group AG –  Allemagne
- Snapmaker -  Chine
- Solidoodle –  États-Unis (fermé)
- Solidscape –  New Hampshire,  États-Unis
- Sq4D (construction 3D) -  États-Unis
- Stanley Black & Decker –  Connecticut,  États-Unis(fabriqué par Sindoh –  Corée du Sud)
- Stratasys –  Minnesota,  États-Unis
- Thermwood (construction 3D) -  États-Unis
- Tobeca -  France
- Totalkustom (construction 3D) -  États-Unis

## U-Z
- Ultimaker –  Pays-Bas
- Velleman –  Belgique
- Volumic -  France
- Voxeljet –  Allemagne
- Wanhao -  Chine
- World's Advanced Saving Project (WASP) (construction 3D) -  Italie
- WinSun Decoration Design Engineering Co (construction 3D) -  Chine
- Xjet3d -  Israël
- XTreeE (construction 3D) -  France
- Z Corporation -  États-Unis
- Zortrax –  Pologne
- ZYYX –  Suède